# ایست (نشان)
نشان ایست یکی ازمهم‌ترین نشان‌های بازدارنده یا انتظامی راهنمایی و رانندگی در سراسر دنیاست.
این تابلو معمولاً در محل تقاطع‌هایی با ترافیک نرمال که نیاز به نصب چراغ راهنمایی و رانندگی نیست بکار می‌رود. معمولاً خطی از پای تابلو ایست روی زمین کشیده می‌شود که به آن خط ایست گفته می‌شود. راننده هنگام مشاهده این تابلو باید قبل از خط ایست بایستد تا خودرویی که زودتر به تقاطع یا چهار راه رسیده حرکت کند و سپس به حرکت خود ادامه دهد. به عبارتی دیگر به هنگام مشاهده این تابلو حق تقدم با راننده‌ای است که زودتر به چهار راه رسیده یا نشان ایست بر سر راه او نیست.
این نشان در آمریکای شمالی بسیار رایج است بطوریکه در محل تقاطع تمامی کوچه‌ها می‌توان آن را مشاهده کرد. حداقل ایست به هنگام مشاهده این تابلو در آمریکا ۳ ثانیه است، سپس راننده با کسب اطمینان از وسایل نقلیه و افراد پیاده پیرامون خود به حرکت خود ادامه می‌دهد.

## نگارخانه

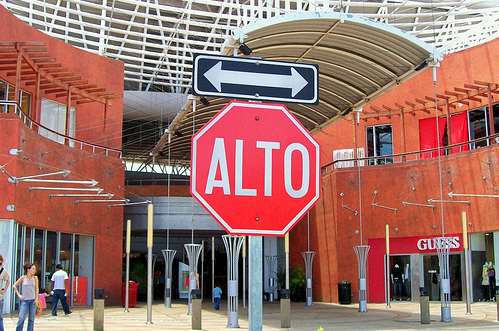
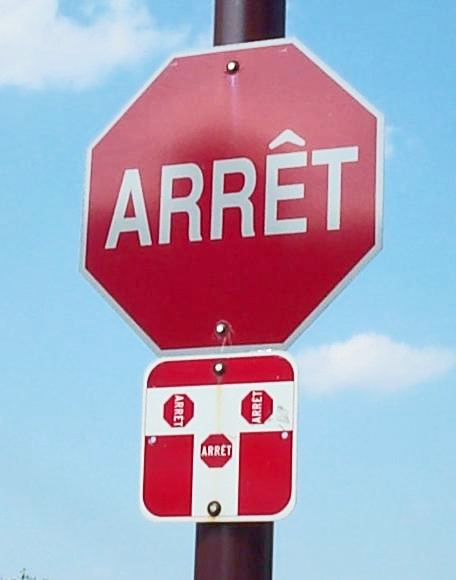
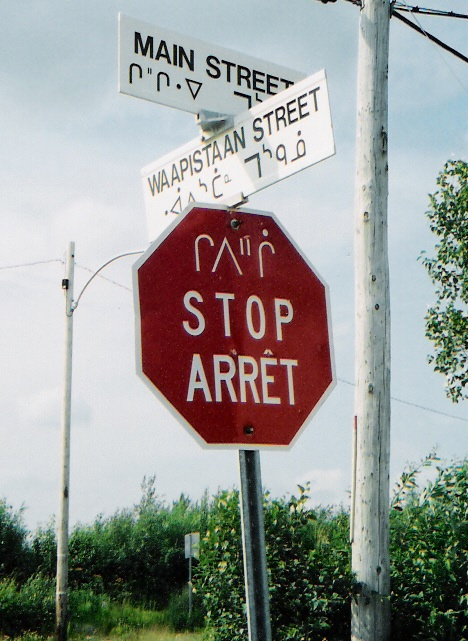
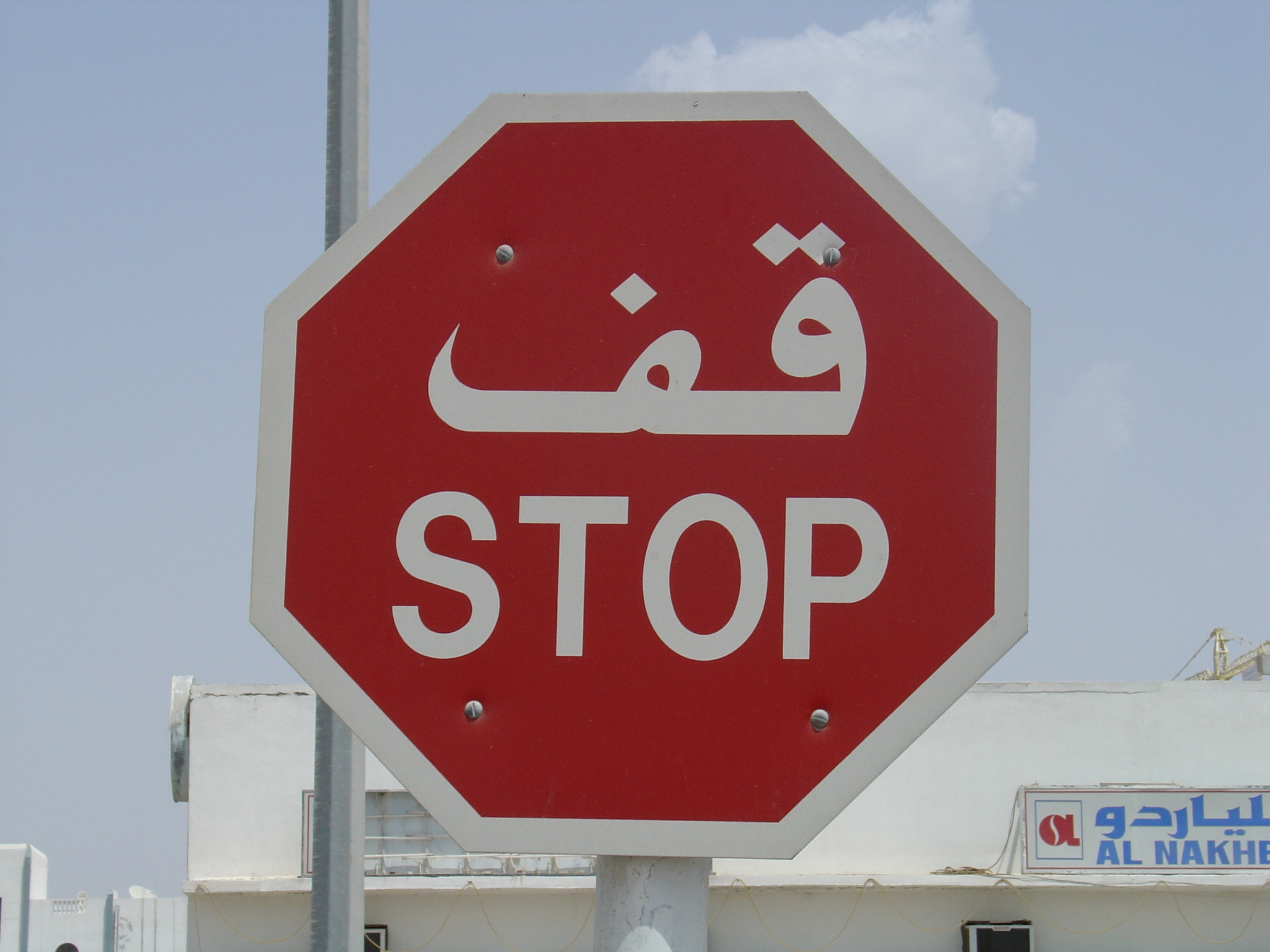
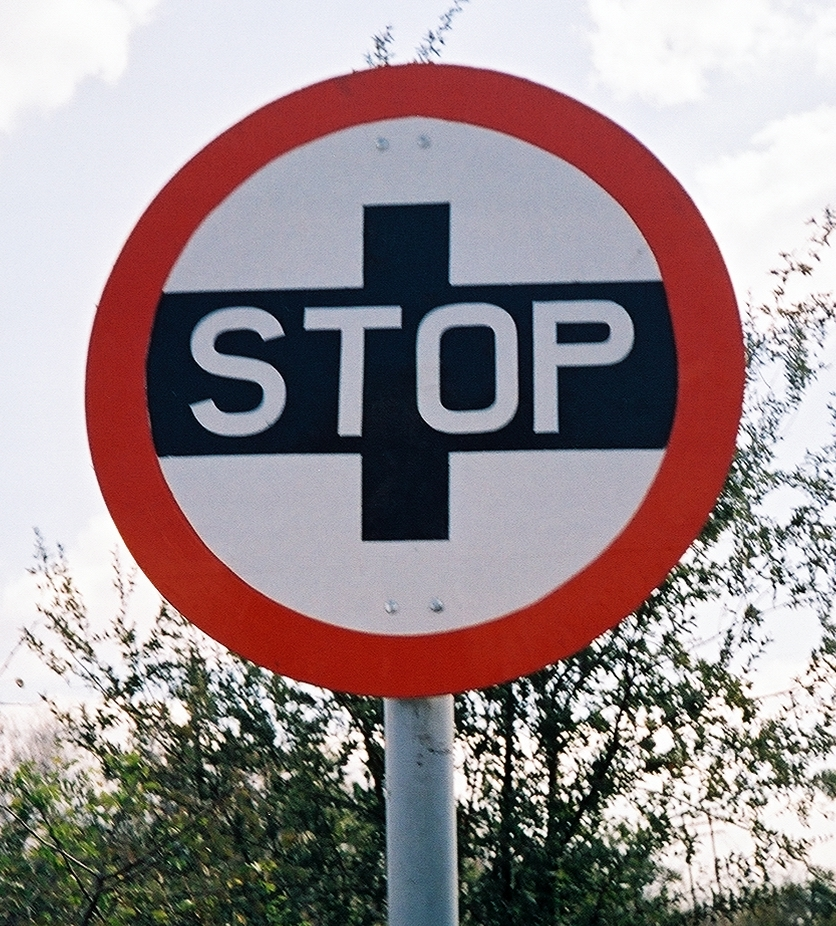
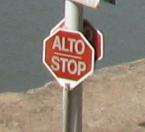
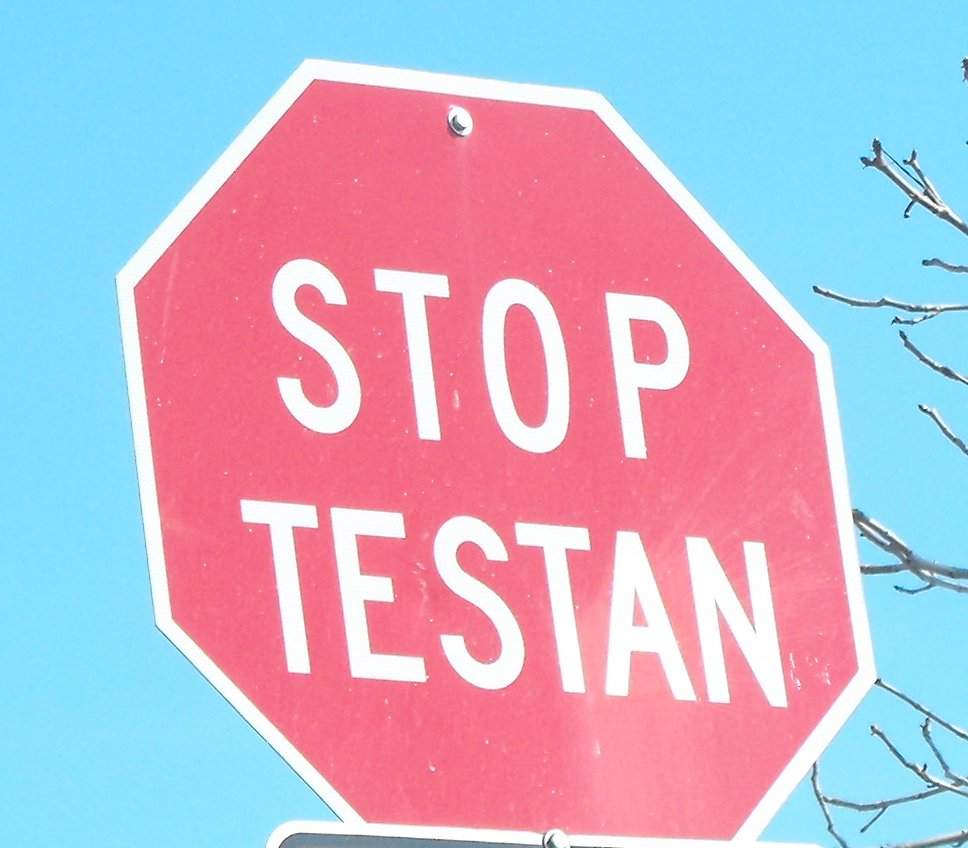
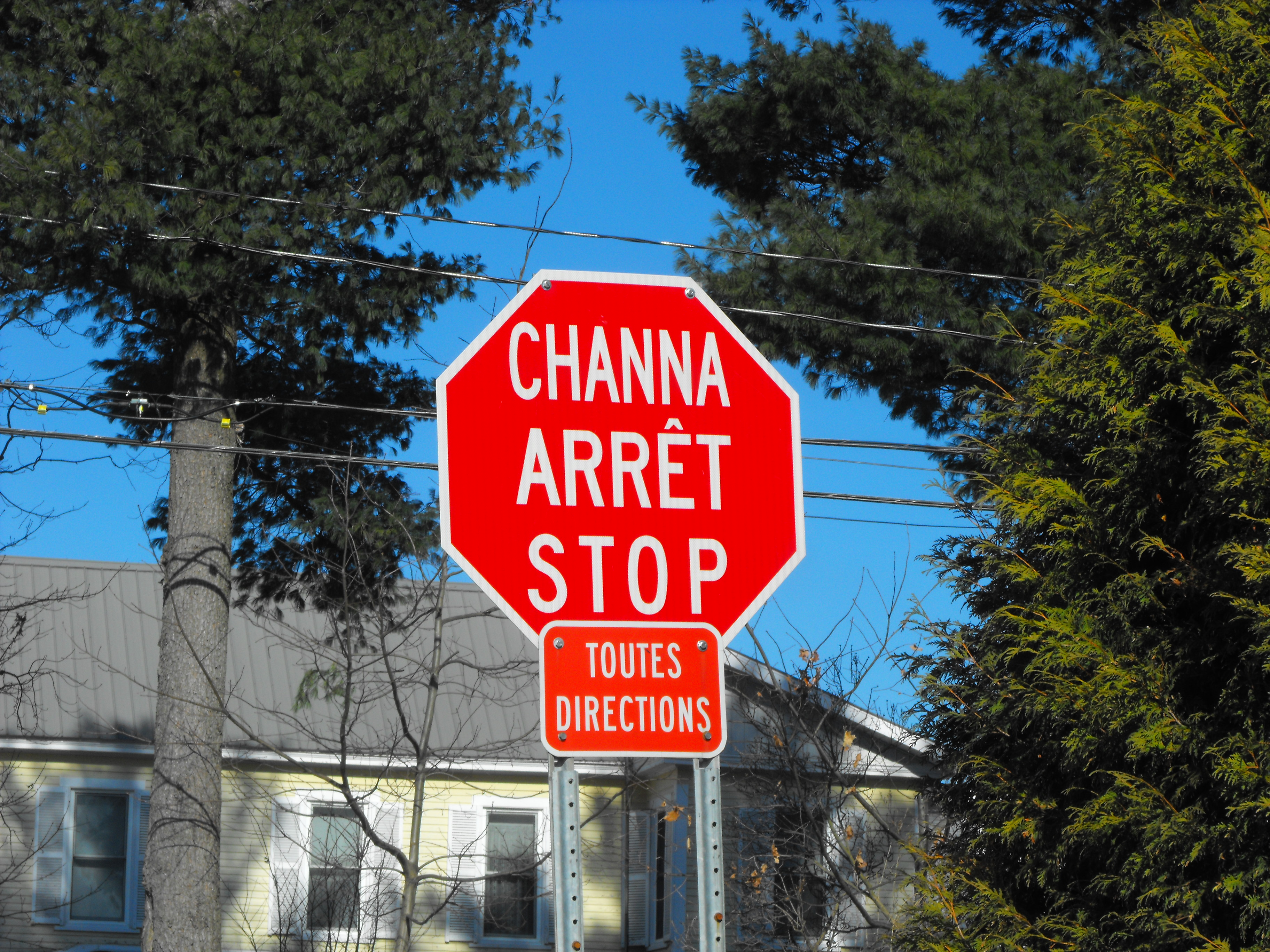